# Sumbiarsteinur

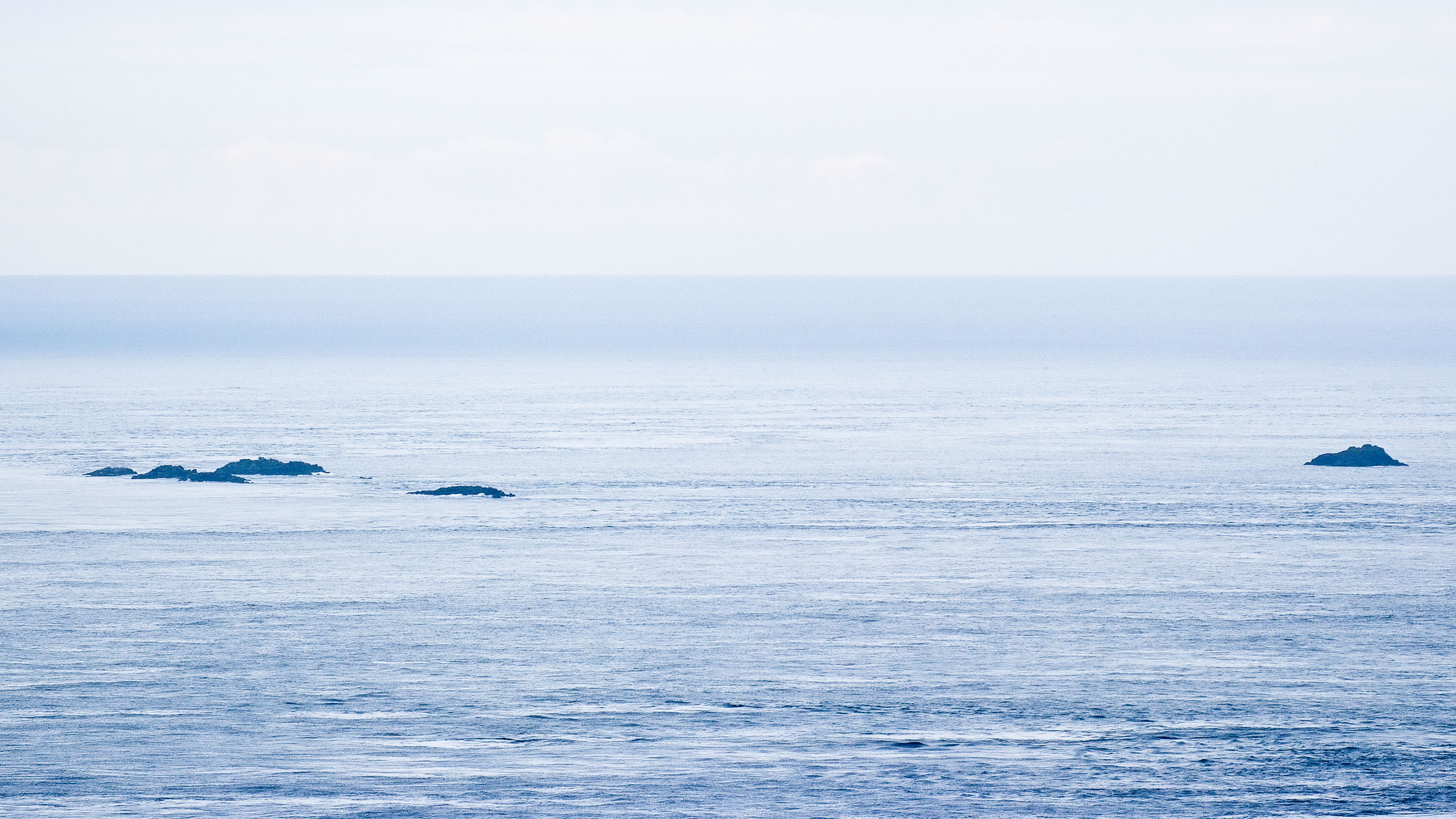
Die Schären Flesjarnar (links) und der Sumbiarsteinur oder Munkurin (rechts) von Akraberg aus gesehen.

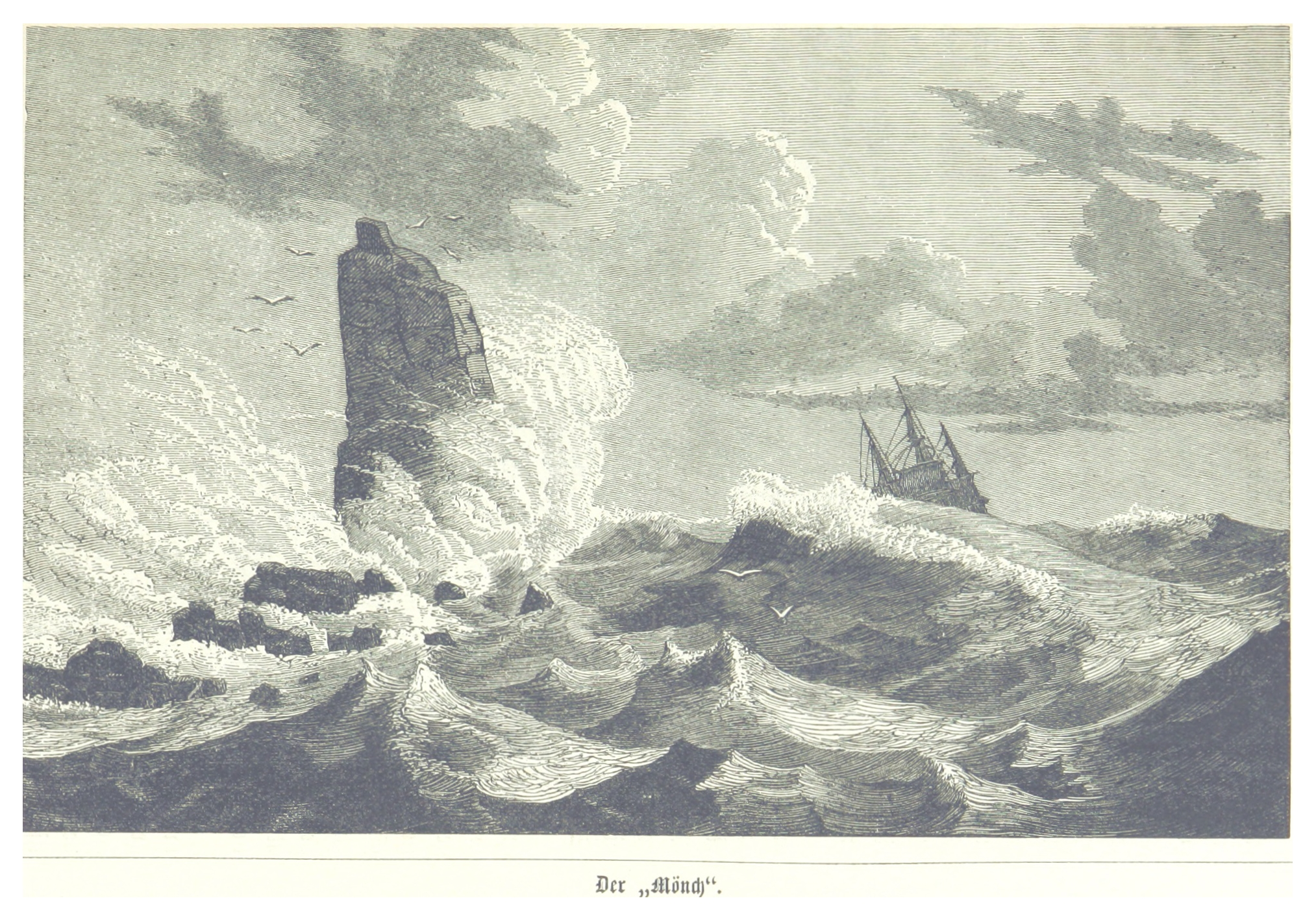
Ansicht aus dem Jahr 1877

Der Sumbiarsteinur (färöisch „Stein von Sumba“) oder Munkurin („der Mönch“) und die Flesjarnar („die großen Schären“ – so heißen noch zwei andere Schären der Färöer) sind eine unbewohnte Schärengruppe, die den Färöern südlich vorgelagert ist. Die trockene Schäre Sumbiarsteinur im Südwesten der Gruppe bei 61° 10' 30".85 N, 6° 40' 23".77 W der südlichste Punkt des Archipels.
Fünf Kilometer nördlich beginnt mit Akraberg auf Suðuroy das eigentliche Hauptland der Färöer. Vom Sumbiarsteinur bis zum nördlichsten Punkt der Färöer, Kap Enniberg sind es 118 Kilometer Luftlinie. Die anderen beiden Außenpunkte des Archipels sind Mykineshólmur im Westen und Stapin vor Fugloy im Osten.
Der Sumbiarsteinur ist der Rest der Klippe Munkurin (dänisch Munken), die 1884–1885 durch Wellenschlag zum großen Teil eingestürzt ist.

## Historischer Bericht

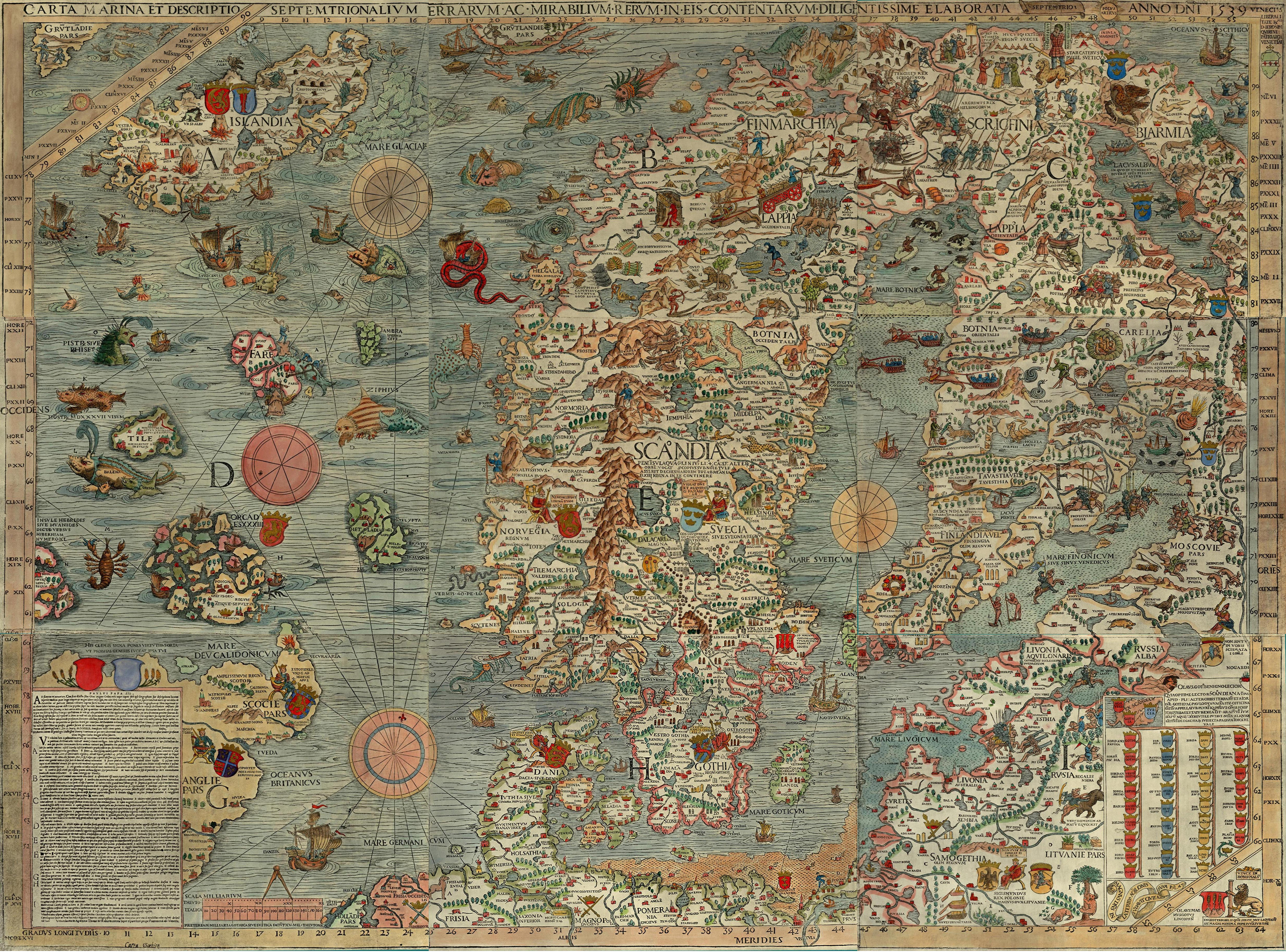
Karte des Olaus Magnus von 1539.

Bereits auf der Karte des Olaus Magnus von 1539 ist der Felsen deutlich sichtbar eingezeichnet und trägt die lateinische Beschriftung "MONACHVS" (= Mönch). Über 100 Jahre danach erscheint im Jahr 1673 das erste Buch über die Färöer, Færoæ et Færoa Reserata von Lucas Debes. Dort wird der Munk mehrfach wegen einer gefährlichen Meeresströmung erwähnt, die sich um die Klippe herum wie ein Strudel bewegt. Er beschreibt dort ein starkes Magnetfeld, das alle Kompasse „gänzlich unbrauchbar“ mache. Er lässt den erfahrenen Einheimischen Johannes Joensön zu Wort kommen:

„Erstlich ist dieser Strom an und für sich sehr erschrecklich und gefährlich, insonderheit wenn es stürmet. Er zieht alles, was demselben nur einiger maßen nahe kömmt, an sich, und verschlingt solches gleichsam, so daß ein Schiff, wenn es sich demselben nähert, sich nicht retten, noch der Scheiterung entgehen kann.“

Debes macht auch Angaben zur damaligen Größe der Klippe. Demnach soll der Sumböe Munck zehn Klafter (ca. 18 m) aus dem Wasser geragt haben, das an der Stelle nur drei bis vier Klafter (5,4-7,2 m) tief war.
Neben dem Kompassphänomen und dem reißenden Strudel und der dortigen Untiefe berichtet Debes auch von einer ungewöhnlichen Kälte, die stets auf der Klippe geherrscht haben soll. Ob aber der vermutete Magnet oder der Strudel dafür verantwortlich gewesen ist, blieb Debes verborgen.